# Dryadella barrowii
Dryadella barrowii är en orkidéart som beskrevs av Carlyle August Luer. Dryadella barrowii ingår i släktet Dryadella och familjen orkidéer.
Artens utbredningsområde är Ecuador. Inga underarter finns listade i Catalogue of Life.